# Менарола
Менарола (італ. Menarola) — колишній муніципалітет в Італії, у регіоні Ломбардія, провінція Сондріо. 6 листопада 2015 року Менаролу приєднано до муніципалітету Гордона.
Менарола розташована на відстані близько 550 км на північний захід від Рима, 95 км на північ від Мілана, 45 км на захід від Сондріо.
Населення — 46 осіб (2014).

## Демографія
Населення за роками:

Станом на 31 грудня 2010 року в муніципалітеті офіційно проживав 1 іноземець (громадянин Франції).

## Сусідні муніципалітети
- Гордона
- Лосталло
- Мезе
- Сан-Джакомо-Філіппо
- Соацца